# Aiwo

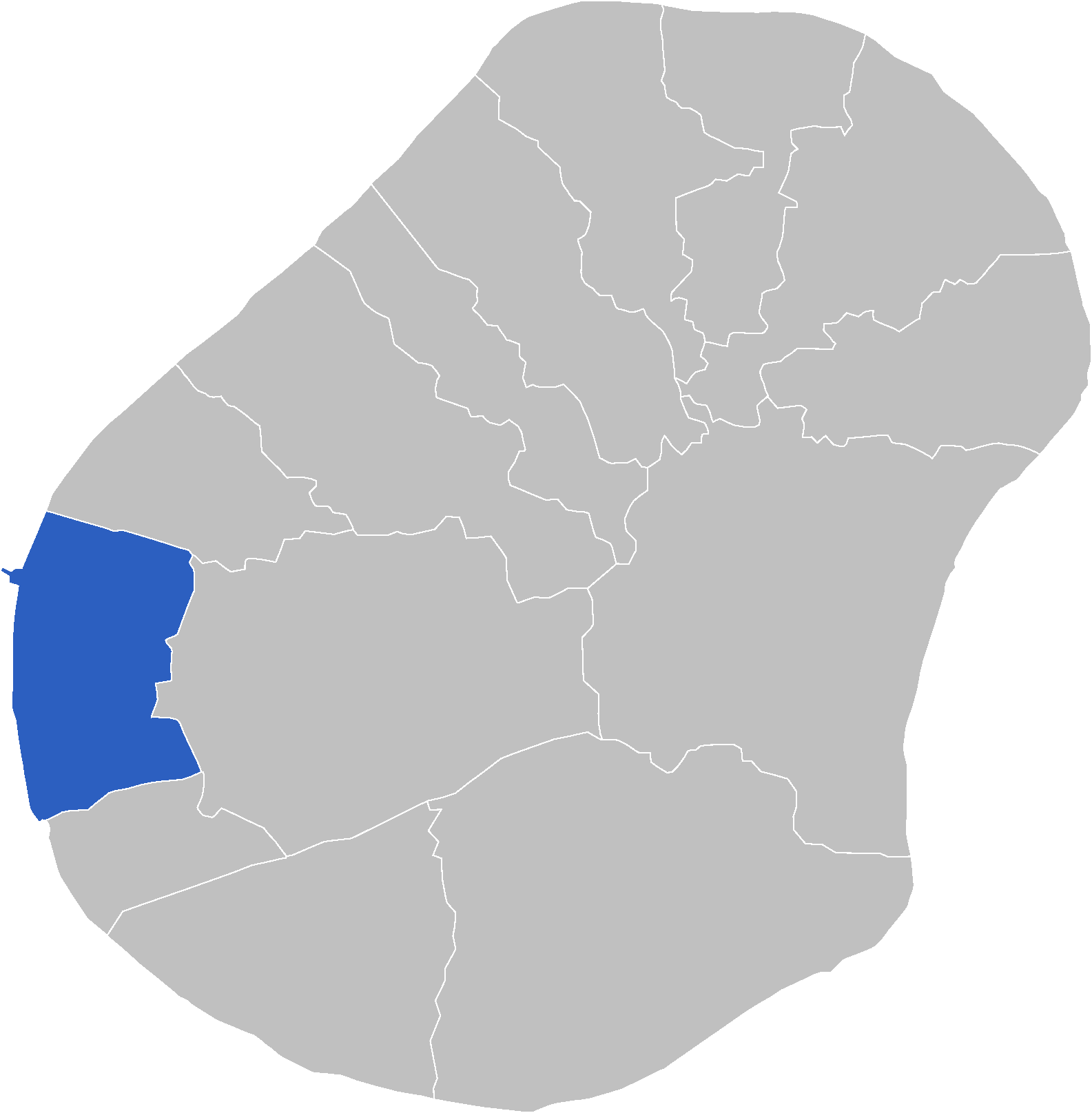
Distriktets läge på Nauru

Aiwo (ibland även Aiue, tidigare Yangor) är ett distrikt och en valkrets i landet Nauru, i den västra delen av ön. Aiwo har en area på 1,1 km² och en befolkning på 1 300 invånare (2004). Den blir ibland omtalad som Naurus inofficiella huvudstad, även om Yaren räknas som landets huvudstad. Distriktet väljer in två medlemmar till landets parlament i Yaren.
Öns huvudindustri ligger i Aiwo, några av de är:
- Aiue Boulevard
- Den nya hamnen
- Öns chinatown
- Ett vandrarhem (öns enda hotell ligger i Meneng)
- Energistation
- Naurus regeringsbyggnader och kontor
- NPC

## Valresultat23 oktober2004
| Kandidat      | Röster |
| ------------- | ------ |
| Godfrey Thoma | 233,25 |
| René Harris   | 174,95 |
| Amos Cook     | 159,1  |
| Dantes Tsitsi | 150,04 |
| Elkoga Gadabu | 136,15 |
| Allan Thoma   | 133,8  |
| Regan Moses   | 126,06 |
| Preston Thoma | 124,28 |

## Valresultat3 maj2003
| Kandidat      | Röster |
| ------------- | ------ |
| Godfrey Thoma | 199,99 |
| René Harris   | 161,57 |
| Amos Cook     | 146,71 |
| Marlene Moses | 114,76 |
| David Agir    | 112,88 |
| Preston Thoma | 112,46 |
| Alfie Moses   | 105,87 |